# Сцибуж
Сцибуж (пол. Ścibórz) — село в Польщі, у гміні Пачкув Ниського повіту Опольського воєводства.
Населення — 406 осіб (2011).

## Демографія
Демографічна структура станом на 31 березня 2011 року:
|          | Загалом | Допрацездатний вік | Працездатний вік | Постпрацездатний вік |
| -------- | ------- | ------------------ | ---------------- | -------------------- |
| Чоловіки | 214     | 51                 | 147              | 16                   |
| Жінки    | 192     | 40                 | 122              | 30                   |
| Разом    | 406     | 91                 | 269              | 46                   |